# Miss Bulgarije

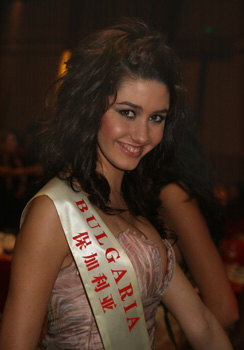
Miss Bulgarije 2007 Paolina Racheva

Miss Bulgarije (Bulgaars: Мис България) is de jaarlijkse nationale
missverkiezing van het Oost-Europese
land Bulgarije.

## Geschiedenis
De verkiezing werd opgericht eind jaren 1920. Van de Tweede Wereldoorlog tot het einde van het communistische regime in Bulgarije werd de missverkiezing niet gehouden. Pas in 1990 kon Miss Bulgarije opnieuw van start gaan. Sinds 1998 gaat de winnares naar de internationale Miss World-verkiezing. De eredames gaan respectievelijk naar de Miss Universe-, Miss Europa- en Miss Earth-missverkiezingen.

## Winnaressen
| Jaar | Winnares           |  | Jaar | Winnares            |
| ---- | ------------------ |  | ---- | ------------------- |
| 2007 | Yulija Yurevič     |  | 2006 | Slavena Vatova      |
| 2005 | Rosica Ivanova     |  | 2004 | Gergana Gunčeva     |
| 2003 | Rajna Naldžieva    |  | 2002 | Teodora Burgazlieva |
| 2001 | Tanja Karabelova   |  | 2000 | Vanja Pejčeva       |
| 1999 | Violeta Zdravkova  |  | 1998 | Polina Petkova      |
| 1997 | Simona Veličkova   |  | 1996 | Vjara Kamenova      |
| 1995 | Ženi Kalkandžieva  |  | 1994 | Stela Ognjanova     |
| 1993 | Vjara Rusinova     |  | 1992 | Elena Draganova     |
| 1991 | Lyubomira Slavčeva |  | 1990 | Violeta Galaova     |